# Chantada
Chantada é um município da Espanha na província de Lugo, comunidade autónoma da Galiza, de área 176,7 km² com população de 8 134 habitantes (2021; densidade: 46 hab./km²).

## Demografia
| Variação demográfica do município entre 1991 e 2004[carece de fontes?] | Variação demográfica do município entre 1991 e 2004[carece de fontes?] | Variação demográfica do município entre 1991 e 2004[carece de fontes?] | Variação demográfica do município entre 1991 e 2004[carece de fontes?] |
| ---------------------------------------------------------------------- | ---------------------------------------------------------------------- | ---------------------------------------------------------------------- | ---------------------------------------------------------------------- |
| 1991                                                                   | 1996                                                                   | 2001                                                                   | 2004                                                                   |
| 10184                                                                  | 10227                                                                  | 9401                                                                   | 9463                                                                   |